# Рок (округ, Небраска)
Округ Рок (англ. Rock County) — округ, расположенный в штате Небраска, США с населением в 1526 человек по данным переписи населения 2010 года. В округе расположены два населённых пункта — город Бассетт, который является окружным центром округа, и деревня Ньюпорт.

## География
По данным Бюро переписи населения США, общая площадь округа — 2621 км², из которых: 2610 км² — земля и 7,8 км² (0,34 %) — вода.

## Демография
| Год переписи                     | Нас. |  | %±     |
| -------------------------------- | ---- |  | ------ |
| 1890                             | 3083 |  | —      |
| 1900                             | 2809 |  | −8,9%  |
| 1910                             | 3627 |  | 29,1%  |
| 1920                             | 3703 |  | 2,1%   |
| 1930                             | 3366 |  | −9,1%  |
| 1940                             | 3977 |  | 18,2%  |
| 1950                             | 3026 |  | −23,9% |
| 1960                             | 2554 |  | −15,6% |
| 1970                             | 2231 |  | −12,6% |
| 1980                             | 2383 |  | 6,8%   |
| 1990                             | 2019 |  | −15,3% |
| 2000                             | 1756 |  | −13%   |
| 1890–2000 до 1900 1900–1990 2000 |      |  |        |

По данным переписи населения 2000 года в округе проживало 1756 человек, 501 семья, насчитывалось 763 домашних хозяйств и 935 жилых домов. Средняя плотность населения составляла около 1 человека на один квадратный километр. Расовый состав округа по данным переписи распределился следующим образом: 99,03 % белых, 0,46 % — коренных американцев, 0,17 % — азиатов, 0,28 % — представителей смешанных рас, 0,06 % — других народностей. Испаноговорящие составили 0,51 % от всех жителей округа.
Из 763 домашних хозяйств в 26,9 % — воспитывали детей в возрасте до 18 лет, 57,4 % представляли собой совместно проживающие супружеские пары, в 6,4 % семей женщины проживали без мужей, 34,3 % не имели семей. 31,3 % от общего числа семей на момент переписи жили самостоятельно, при этом 15,9 % составили одинокие пожилые люди в возрасте 65 лет и старше. Средний размер домашнего хозяйства составил 2,26 человек, а средний размер семьи — 2,84 человек.
Население округа по возрастному диапазону по данным переписи 2000 года распределилось следующим образом: 23 % — жители младше 18 лет, 6,5 % — между 18 и 24 годами, 23,6 % — от 25 до 44 лет, 24,6 % — от 45 до 64 лет и 22,3 % — в возрасте 65 лет и старше. Средний возраст жителей составил 44 года. На каждые 100 женщин в округе приходилось 92,3 мужчин, при этом на каждые сто женщин 18 лет и старше приходилось 89,9 мужчин также старше 18 лет.
Средний доход на одно домашнее хозяйство в округе составил 25 795 долларов США, а средний доход на одну семью — 29 917 долларов. При этом мужчины имели средний доход в 24 167 долларов США в год против 16 490 долларов среднегодового дохода у женщин. Доход на душу населения в округе составил 14 350 долларов в год. 17,7 % от всего числа семей в округе и 21,8 % от всей численности населения находилось на момент переписи населения за чертой бедности, при этом 36,3 % из них были моложе 18 лет и 14 % — в возрасте 65 лет и старше.